# 托托羅 (考卡省)
托托羅是哥倫比亞的城鎮，位於該國西南部，由考卡省負責管轄，距離首府波帕揚30公里，始建於1815年1月30日，面積421平方公里，海拔高度2,750米，2005年人口17,430。
2°35′N 76°20′W / 2.583°N 76.333°W